# Острва Спретли
Острва Спретли (таг. Kapuluan ng Kalayaan, виј. Quần Đảo Trường Sa, кин: 南沙群岛) представљају архипелаг у југозападном делу Јужног кинеског мора, који се састоји од преко сто малих острва, гребена и атола. Укупна површина копна је мања од 5 км², док површина са територијалним морем износи преко 400.000 км². Центар архипелага се налази 400 км од острва Палаван и Борнео, око 500 км од обале Вијетнама и 1.000 км од кинеског острва Хајнан.

## Политички спор
Око ове територије води се спор између шест земаља: 
- Филипини
- Вијетнам
- Кина
- Република Кина
- Малезија
- Брунеј

Упркос својој малој величини, острва архипелага имају веома важну геостратешку улогу у региону. Поред тога, студије указују на присуство значајне количине нафте и гаса. Острва немају стално становништво, осим риболоваца из других земаља региона.
На 45 острва распоређене су мање војне снаге Филипина, Вијетнама, Кине, Тајвана, и Малезије. Брунеј нема војно присуство, али има базе риболоваца на острвима. Архипелаг нема великих лука и насеља, али постоје много мањих пристаништа, мањих војних и риболовачких насеља, те 4 аеродрома.